# Mogambo
Mogambo er en film fra 1953, instrueret af John Ford og med Clark Gable, Ava Gardner og Grace Kelly i hovedrollerne.
Grace Kelly vandt en Golden Globe som bedste kvindelige skuespiller i en birolle, og filmen blev nomineret til to Oscars – Ava Gardner i kategorien "Bedste kvindelige skuespiller i en hovedrolle" og Grace Kelly i kategorien "Bedste kvindelige skuespiller i en birolle".
Mogambo er en overdådig genindspilning af klassikeren Red Dust fra 1932, der også havde Clark Gable i hovedrollen.

## Handlingen
Eloise Y. "Honey Bear" Kelly (spillet af Ava Gardner) ankommer til en fjerntliggende afrikansk handelsstation på jagt efter en rig bekendt blot for at finde ud af, at han allerede er rejst igen. Mens hun venter på den næste båd tilbage, muntrer hun sig med den hårdtarbejdende storvildtsjæger Victor Marswell (spillet af Clark Cable), som i begyndelsen ikke har megen respekt for hendes slags. Marswell tager Donald Nordley (spillet af Donald Sinden) og dennes kone Linda (spillet af Grace Kelly) med på en fotosafari, og "Honey Bear" Kelly tager med. Begge kvinder er tiltrukket af Marswell, og scenen er sat for en kamp mellem de to rivalinder.

## Eksterne Henvisninger
- Mogambo på Internet Movie Database (engelsk)
- Mogambo på Filmdatabasen
- Mogambo på Scope
- Mogambo i Svensk Filmdatabas (svensk)
- Mogambo på AlloCiné (fransk)
- Mogambo på MovieMeter (nederlandsk)
- Mogambo på AllMovie (engelsk)
- Mogambo hos American Film Institute (engelsk)
- Mogambos profil hos Encyclopædia Britannica Online (engelsk)
- Mogambo på Turner Classic Movies (engelsk)